# 梅尧臣
梅尧臣（1002年—1060年），字圣俞，行二，世称宛陵先生，又称梅二十五。宋真宗咸平五年（1002年）四月十七日生于江南东路宣州宣城（今安徽省宣城县双溪）人。北宋政治人物，现实主义诗人。

## 生平
尧臣生时，父親梅讓，字克逊，年四十四岁。嫡母束氏，生母张氏。梅让居乡间務農，有子六人，长子早夭，次尧臣、正臣、彦臣、禹臣、纯臣。弟梅詢，字言昌，小梅让七岁，端拱二年（989年）进士及第，历官至翰林侍讀學士，迁给事中，知审官院，出知许州。多次劝兄以门阴出仕，梅让坚决不出。
大中祥符六年（1013年），尧臣年十二，叔父梅询由荆湖北路转运使降任襄州通判。梅询在还乡以后，出发赴职时携尧臣同行。在梅询多次迁调过程中，尧臣诗名和才华已经初露头角，但多次应試不第。仁宗天圣五年（1027年），尧臣年二十六，取谢氏为妻。谢氏，浙江富阳人，时年二十岁，其父谢涛，其时任西京留守司秘书监，居洛陽。新婚前后，尧臣以叔父恩荫补任太庙斋郎，任桐城主薄。任满两年以后，天圣九年（1031）调任河南县主薄，时年三十一岁。后内兄谢绛任河南府通判，因近亲避嫌故，又调任河阳县主薄。宋仁宗明道二年（1033年）寒冬，尧臣赴京应进士试，但再次落榜，内心十分惆怅。景佑元年（1034年），為建德縣令。
50岁后，始得宋仁宗召试，赐同进士出身，后任授国子监直讲，迁尚书屯田都官员外郎，故時称“梅直講”、“梅都官”。
嘉祐二年（1057年）尧臣為點檢試卷官（初步評定試卷等次的考官），發現了蘇軾寫的《刑賞忠厚之至論》，驚為天人，並推薦蘇軾的試卷給知貢舉（主考官）歐陽修批閱。歐陽修頗驚其才，由于試卷糊名，歐公認為有可能是自己弟子曾鞏所寫，故為了避嫌，而將此卷降取為第二。
梅尧臣少即能诗，早年曾受西昆诗派影响，风格清丽闲肆，后来力去浮靡，诗风转向古淡。与挚友欧阳修同为宋诗革新推动者。晚年曾参與编撰《新唐书》。嘉祐五年（1060年）京師有大疫，四月以疾卒。錢鍾書在《宋詩選注·梅堯臣》裡稱他：“主張‘平淡’，在當時有極高的聲望，起極大的影響。”有《宛陵先生文集》六十卷。诗歌上注重写实，提倡平淡。

## 评价
梅尧臣是宋代的一位非常重要诗人，从尧臣起，宋诗打开了自己的道路，他与苏舜钦，世称“苏梅”，一同被誉为宋诗“开山祖师”。尧臣在世的时候，欧阳修十分推崇他，后辈如司马光、王安石、苏轼也是对他交口称赞。
南宋以后，陆游十分重视梅尧臣，他曾说：“突过元和作，巍然独主。家义皆堕，此老话方行。赵璧连城价，隋珠照乘明。粗能窥梗概，亦足慰平生。”还说：“李杜不复作，梅公真壮哉！岂惟凡骨换，要是顶门开。锻链无遗力，渊源有自来。平生解牛手，余刃独恢恢。”
刘克庄云：“欧公诗如昌黎，不当以诗论。本朝诗惟宛陵为开山祖师。宛陵出，然后桑濮之哇淫稍息，风雅之气脉复续，其功不在欧、尹下。”